# Municipio de Ashland (Pensilvania)
El municipio de Ashland (en inglés: Ashland Township) es un municipio ubicado en el condado de Clarion en el estado estadounidense de Pensilvania. En el año 2000 tenía una población de 1.081 habitantes y una densidad poblacional de 18.5 personas por km².

## Geografía
El municipio de Ashland se encuentra ubicado en las coordenadas 41°16′29″N 79°33′58″O / 41.27472, -79.56611.

## Demografía
Según la Oficina del Censo en 2000 los ingresos medios por hogar en la localidad eran de $37,065 y los ingresos medios por familia eran de $42,875. Los hombres tenían unos ingresos medios de $29,875 frente a los $21,818 para las mujeres. La renta per cápita de la localidad era de $15,457. Alrededor del 6,7% de la población estaba por debajo del umbral de pobreza.